# Загрязнение атмосферы Земли

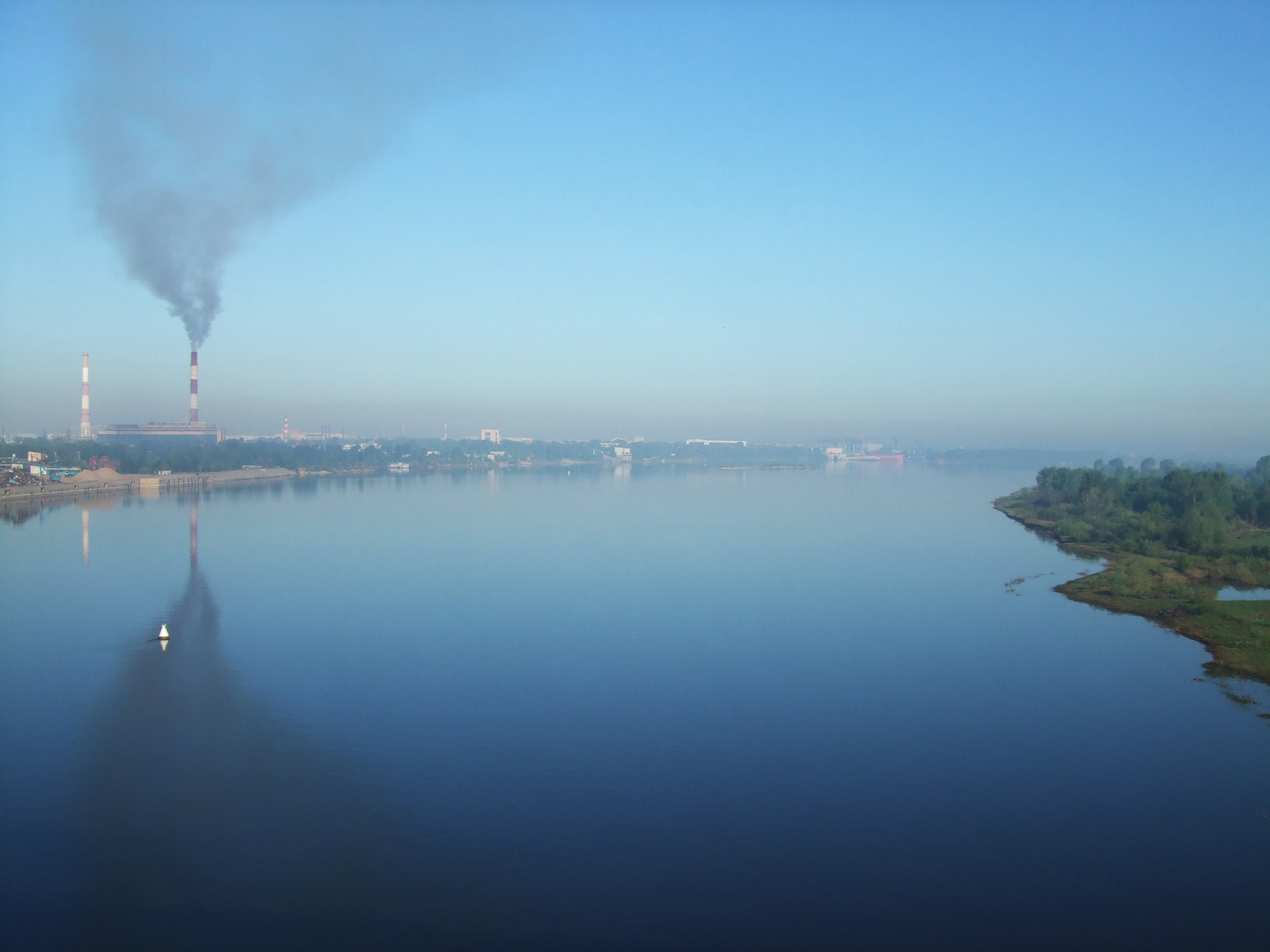
Загрязнение атмосферы промышленными выбросами в Нижнем Новгороде

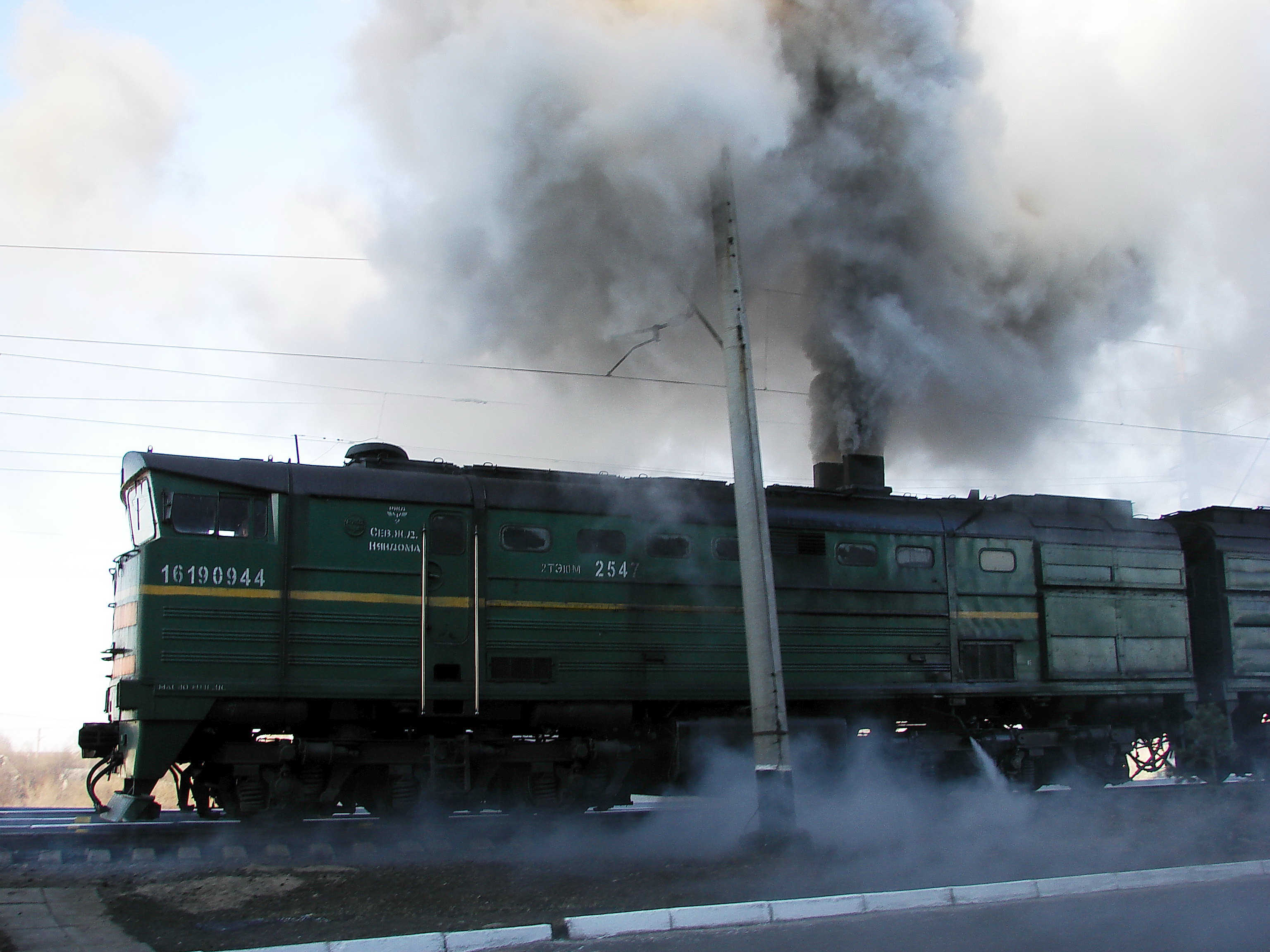
Загрязнение воздуха тепловозом

Загрязнение атмосферы Земли или загрязнение воздуха происходит, когда в атмосферу Земли попадают вредные или избыточные количества веществ, включая газы (такие как диоксид углерода, монооксид углерода, диоксид серы, оксиды азота, метан и хлорфторуглероды), частицы (как органические, так и неорганические) и биологические молекулы. Это может вызвать заболевания, аллергию и даже смерть людей. Также это может нанести вред другим живым организмам, таким как животные и растения, может нанести ущерб и естественной или искусственной экосистеме (среде) Земли. Загрязнение воздуха может вызывать как человеческая деятельность, так и природные процессы.
«Очистка воздуха, которым мы дышим, предотвращает неинфекционные заболевания, а также сокращает риск заболевания среди женщин и уязвимых групп, включая детей и престарелых». «За загрязнение воздуха в помещениях дорогой ценой приходится платить бедным женщинам и детям, поскольку они больше времени проводят дома, вдыхая дым и гарь от дырявых кухонных плит, которые топятся углем и дровами».
Загрязнение воздуха внутри помещений и плохое качество воздуха в городах входят в число двух самых серьёзных проблем с токсичным загрязнением в мире, согласно отчету Блэксмитовского института по наихудшим загрязненным местам 2008 года. Согласно отчету Всемирной организации здравоохранения за 2014 год, загрязнение воздуха в 2012 году привело к гибели около 7 миллионов человек во всем мире, что примерно соответствует оценке Международного энергетического агентства. Только загрязнение наружного воздуха ежегодно приводит к преждевременной смерти от 2,1 до 4,21 миллионов человек по данным 2013 года, и более 4,5 млн — по данным 2024 года. Краткосрочные скачки уровня мельчайших твердых частиц (PM2,5) на 2024 год приводят к более чем миллиону преждевременных смертей в мире ежегодно. По данным ученых Техасского университета в Остине (США) глобальное загрязнение воздуха сокращает продолжительность жизни человека в среднем на один год. В основном это происходит из-за построенных заводов и различных видов транспорта.

## Виды загрязнения
По источникам загрязнения:
- естественное;
- антропогенное.

По характеру загрязнения атмосферы:
- физическое — механическое (пыль, твердые частицы), радиоактивное (радиоактивное излучение и изотопы), электромагнитное (различные виды электромагнитных волн, в том числе радиоволны), шумовое (различные громкие звуки и низкочастотные колебания) и тепловое загрязнение (например, выбросы тёплого воздуха и т. п.);
- химическое — загрязнение газообразными веществами и аэрозолями. На сегодняшний день основные химические загрязнители атмосферного воздуха это: оксид углерода (IV), оксиды азота, диоксид серы, углеводороды, альдегиды, тяжёлые металлы (Pb, Cu, Zn, Cd, Cr), аммиак, пыль и радиоактивные изотопы;
- биологическое — в основном загрязнение микробной природы. Например, загрязнение воздуха вегетативными формами, спорами бактерий и грибов, вирусами, а также их токсинами и продуктами жизнедеятельности.